# Pterocomma neimongolense
Pterocomma neimongolense är en insektsart. Pterocomma neimongolense ingår i släktet Pterocomma och familjen långrörsbladlöss. Inga underarter finns listade i Catalogue of Life.